# Valley of the Damned
Valley of the Damned är det brittiska power metal-bandet Dragonforces debutalbum, utgivet 2003 på Sanctuary Records och därefter på Noise Records. Albumet gavs även ut i Japan på Victor.
Skivan var bandets enda med trummisen Didier Almouzni. Eftersom man inte hade någon fast basist vid denna tid engagerades sessionmusikern Diccon Harper.
Det japanska bonusspåret "Where Dragons Rule" är skrivet tillsammans med Steve Williams (Power Quest), som var medlem i DragonHeart, Dragonforces föregångare.

## Låtlista
1. "Invocation of Apocalyptic Evil" (instrumental) – 0:14
2. "Valley of the Damned" – 7:10
3. "Black Fire" – 5:47
4. "Black Winter Night" – 6:31
5. "Starfire" – 5:53
6. "Disciples of Babylon" – 7:17
7. "Revelations" – 6:53
8. "Evening Star" – 6:39
9. "Heart of a Dragon" – 5:23

Bonusspår på den japanska utgåvan
1. "Where Dragons Rule" – 5:51

## Medverkande
Musiker
- ZP Theart – sång
- Herman Li – gitarr, bakgrundssång
- Sam Totman – gitarr, bakgrundssång
- Vadim Pruzhanov – keyboard, piano
- Didier Almouzni – trummor

Bidragande musiker
- Clive Nolan – bakgrundssång, keyboard
- Diccon Harper – basgitarr

Produktion
- Karl Groom – producent, inspelningstekniker, mixning
- Herman Li – producent, inspelningstekniker, mixning, mastering
- Sam Totman – producent
- Tommy Hansen – inspelningstekniker
- Rob Audrey – mastering
- Jean-Pascal Fournier – omslagskonst, logotyp
- Marisa Jacobi – layout, typografi